# Акбаров, Ёдгорбек
Ёдгорбек Акбаров (20 ноября 1979) — узбекский футболист, нападающий.

## Биография
В высшем дивизионе Узбекистана дебютировал в 23-летнем возрасте, в 2003 году в составе «Цементчи». Команда по итогам сезона заняла место в зоне вылета, а футболист стал её лучшим бомбардиром с 11 голами. В следующем сезоне выступал за другого аутсайдера — «Сурхан» и отличился лишь одним голом. В 2005 году в составе «Андижана» стал победителем первой лиги и вошёл в тройку лучших бомбардиров турнира, забив 24 гола (по другим данным, 26). Однако на следующий год в высшей лиге сыграл лишь 7 матчей за «Андижан», забив один гол.
В 2007—2009 годах играл за киргизский «Алай» (Ош) и был одним из лучших бомбардиров клуба. В 2007 году с 10 голами вошёл в топ-10 спора бомбардиров чемпионата Кыргызстана, а в 2008 году (9 голов) и 2009 году (11 голов) занимал третьи места. Также в 2008 и 2009 годах был бронзовым призёром чемпионата, а в 2009 году — финалистом Кубка Кыргызстана. Сезон 2010 года, после снятия с чемпионата «Алая», провёл в бишкекской «Алге» и после этого больше не выступал на высоком уровне.